# Línia 44 (Regional País Valencià)
La línia 44 de Renfe Mitjana Distància al País Valencià uneix Alacant i Múrcia amb València. Anteriorment era coneguda com a línia 1. La duració del trajecte és, aproximadament, de 3h i 45 minuts entre València i Cartagena i 2h i 55 minuts entre València i Múrcia.